# Крех малий
Крех малий (Mergellus albellus) — водоплавний птах родини качкових. Єдиний живий представник роду Mergellus (Selby, 1840), за іншими даними належить до роду Крех (Mergellus).

## Зовнішній вигляд

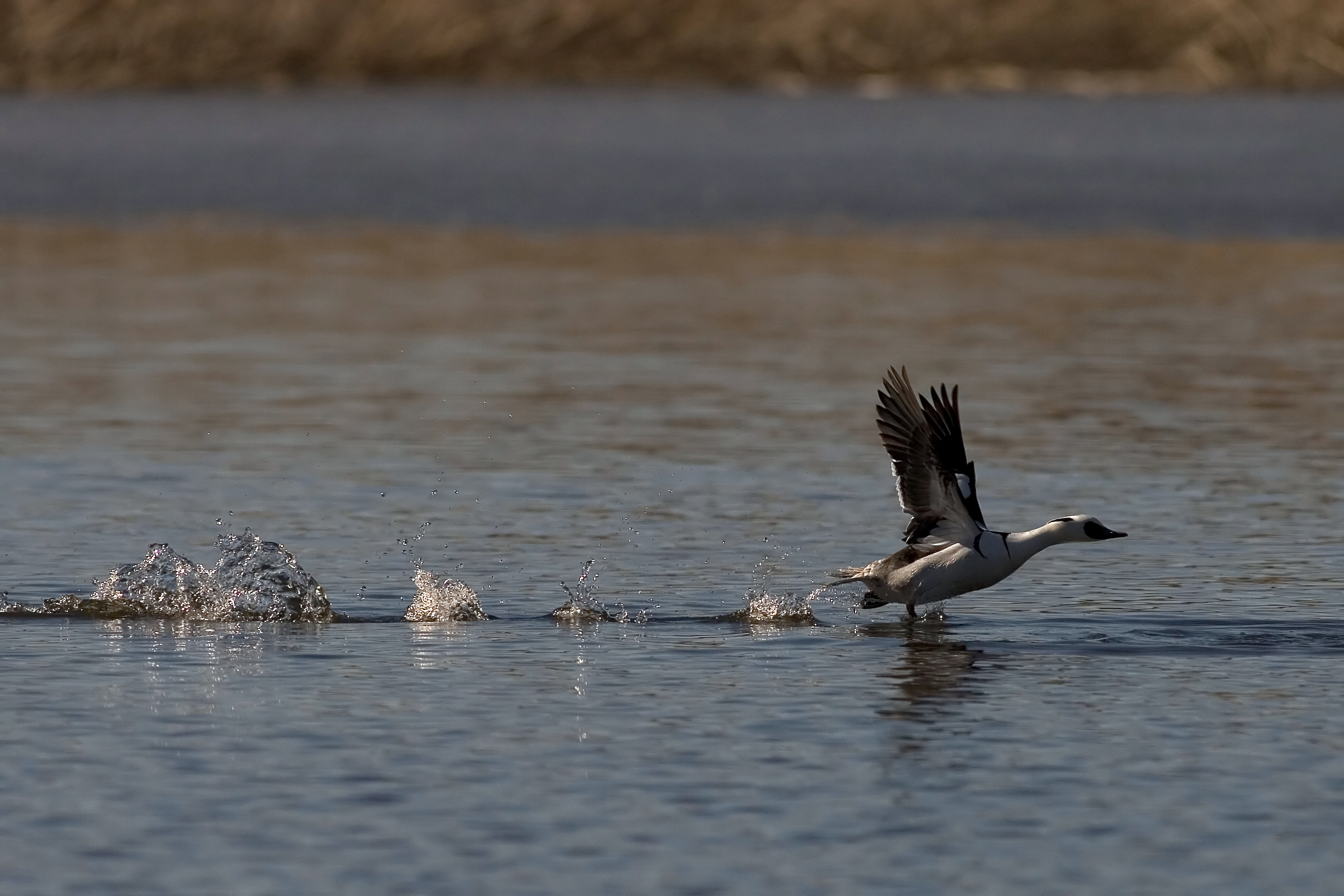
Крех малий розбігається перед зльотом

Розміром дещо більший за чирянку велику: довжина тіла 38–44 см, маса самця 510–935 г, маса самки 500–680 г. Самець у шлюбному вбранні білий з чорною спиною та контрастним чорним рисунком на голові, шиї та крилі. Чорні деталі оперення: овальної форми пляма між оком і дзьобом, широкі поздовжні смуги або плями по боках потилиці, які сходяться на потилиці, а також вузькі поперечні смуги на боках грудей. Самка відрізняється рудувато-бурим верхом голови та задньої частини шиї, білим горлом і волом, попелясто-сірою спиною і білим черевом.

## Поширення
В Україні пролітний, зимуючий вид. Під час міграцій трапляється на всій території; регулярно зимує вздовж морського узбережжя, на Дніпрі, Дунаї та Сіверському Дінці, інколи спостерігається в зимовий період на інших водоймах в глибині суходолу, які не замерзають.

## Особливості біології

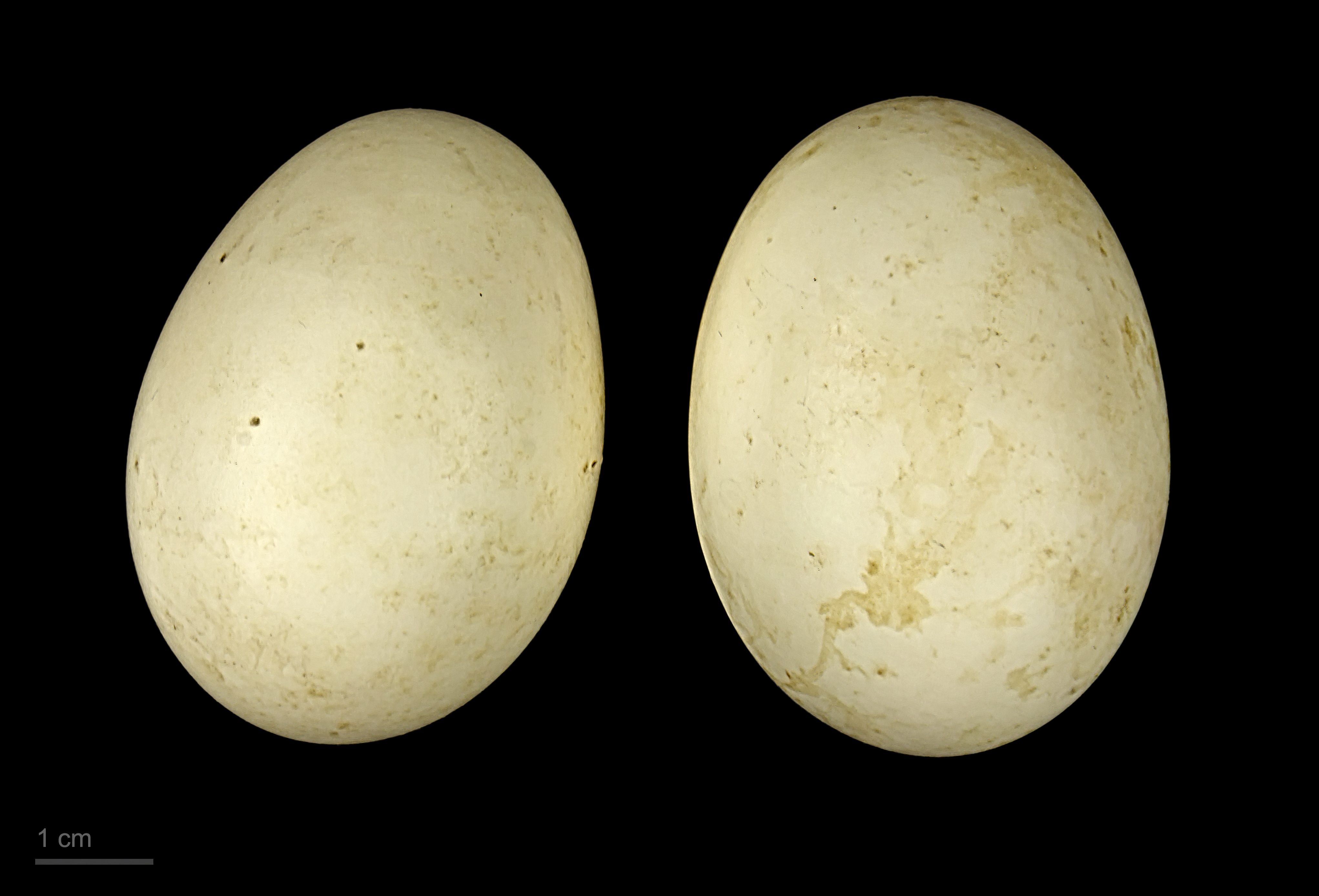
Яйця креха малого — Тулузький музей

Крех малий приступає до розмноження у травні, відкладає 6–9 яєць кремового кольору. Гніздиться у дуплах дерев, таких як старі гнізда дятлів.
Це — полохливий птах і легко відлітає, коли його турбують.